# Стемп, Чарли
Чарли Стемп (англ. Charlie Stemp, род. 30 ноября 1993 года, Лондон, Великобритания) — британский актёр, наиболее известный по ролям на театральной сцене. Трёхкратный номинант на Премию Лоренса Оливье.

## Биография
Чарли Стемп родился 30 ноября 1993 года в Лондоне. С детства увлекался спортом, танцами и актёрским мастерством. Изучал искусство в колледже Laine Theatre Arts.
Стемп начал профессиональную карьеру с участия в таких постановках как «Злая» и «Mamma Mia!». Широкая известность пришла к актёру в 2016 году благодаря роли Артура Киппса в мюзикле «Пол-шестипенсовика», которая принесла ему номинации на Премию Оливье и UK Theatre Awards.
В 2018 состоялся дебют Стемпа на Бродвее — в роли Барнаби Такера в постановке «Хелло, Долли!»; эта работа была отмечена премией «Театральный мир». В 2020 актёр получил вторую номинацию на Премию Оливье, сыграв Берта в спектакле «Мэри Поппинс»; в 2024 — третью номинацию за роль в мюзикле «Без ума от тебя».

## Награды и номинации
| Год  | Премия                | Категория                     | Работа             | Результат |
| ---- | --------------------- | ----------------------------- | ------------------ | --------- |
| 2016 | UK Theatre Awards     | Лучшая роль в мюзикле         | Пол-шестипенсовика | Номинация |
| 2017 | Премия Лоренса Оливье | Лучшая мужская роль в мюзикле | Пол-шестипенсовика | Номинация |
| 2018 | Театральный мир       | Выдающийся дебют              | Хелло, Долли!      | Победа    |
| 2020 | Премия Лоренса Оливье | Лучшая мужская роль в мюзикле | Мэри Поппинс       | Номинация |
| 2024 | Премия Лоренса Оливье | Лучшая мужская роль в мюзикле | Без ума от тебя    | Номинация |